# Crotalaria
- Commons
- Wikispecies

Crotalaria é um género botânico pertencente à família Fabaceae. Possui cerca de 300 espécies descritas, com a ressalva de que nem todas pertencem realmente ao gênero.

## Algumas espécies do gênero
Muitos arbustos desse gênero, comum na Região Nordeste do Brasil, são chamados de xiquexique (xique-xique) e chocalho. Hoehne atribui tais nomes às características do fruto, que é um legume quasi vesiculoso, de casca membranácea rija, em que as sementes, depois de maduras, se soltam e chocalham, produzindo um rumor de guizo de cascavel, inclusive daí a escolha do nome do gênero Crotalaria a Crotalus. (oc. p.137) Ainda segundo esse autor, as referências à toxidez das crotalárias do Brasil são mais raras do que na América do Norte e África, onde são mais comuns nos pastos. Nos pastos e capoeiras brasileiras, foram identificadas cerca de 35 espécies, perigosas porque o gado as procura com avidez por serem boas forrageiras. Entre as mais perigosas do gênero, estão a C. sagittalis L. e a C. nubica Beneth. 
A Crotalaria retusa L. possui folhas amargas com ação eméticaː em algumas regiões da América Central e Guianas, são empregadas na culinária como uma espécie de couve e, na medicina popular, contra cólicas", "catarros sanguíneos", moléstias da pele etc. (Hoehne oc. p.137) 
Diversas espécies, tais como C. spectabilis (Indo-Asiática), C. pallida (sin. C. mucronata, de ocorrência natural no Brasil), C. incana (América Central) e C. juncea (Índia) já foram descritas em clínica veterinária ou estudos experimentais como tóxicas. Algumas espécies, como a espécie indiana Crotalaria madurensis Var. kurnoolica, exibem um amplo espectro de atividade antimicrobiana em micro-organismos patogênicos humanos, tendo sido testadas em 6 espécies de bactérias (gram positivas e negativas) e duas linhagens de fungos. 
A Crotalaria juncea costuma ser utilizada para adubação verde, controle de nematódeos e controle de Aedes aegypti, pois atrai libélulas, que costumam se alimentar dos adultos e das larvas de A. aegypti.

## Classificação do gênero
| Sistema | Classificação                      | Referência               |
| ------- | ---------------------------------- | ------------------------ |
| Linné   | Classe Diadelphia, ordem Decandria | Species plantarum (1753) |

## Espécies

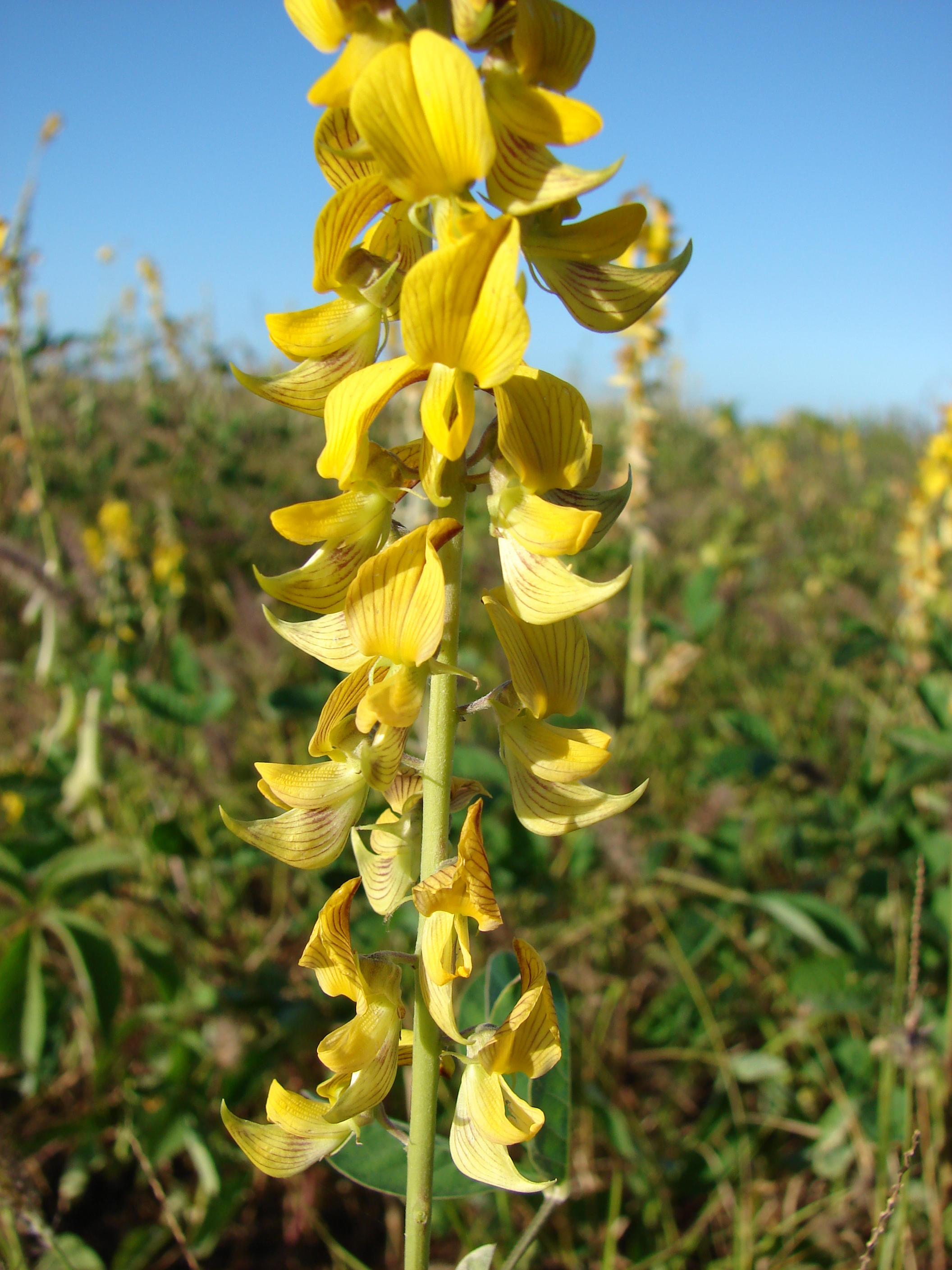
Crotalaria incana
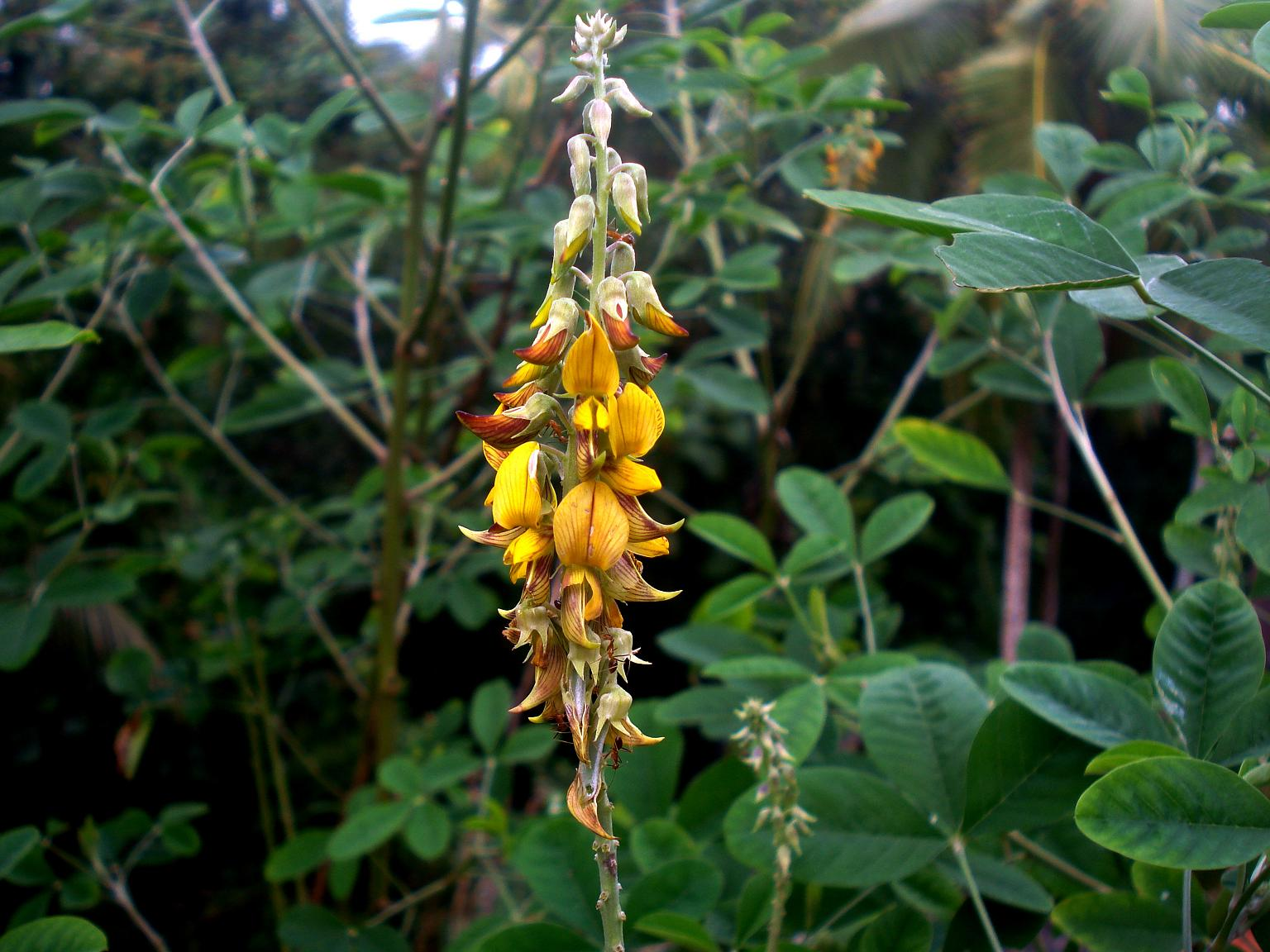
Crotalaria juncea
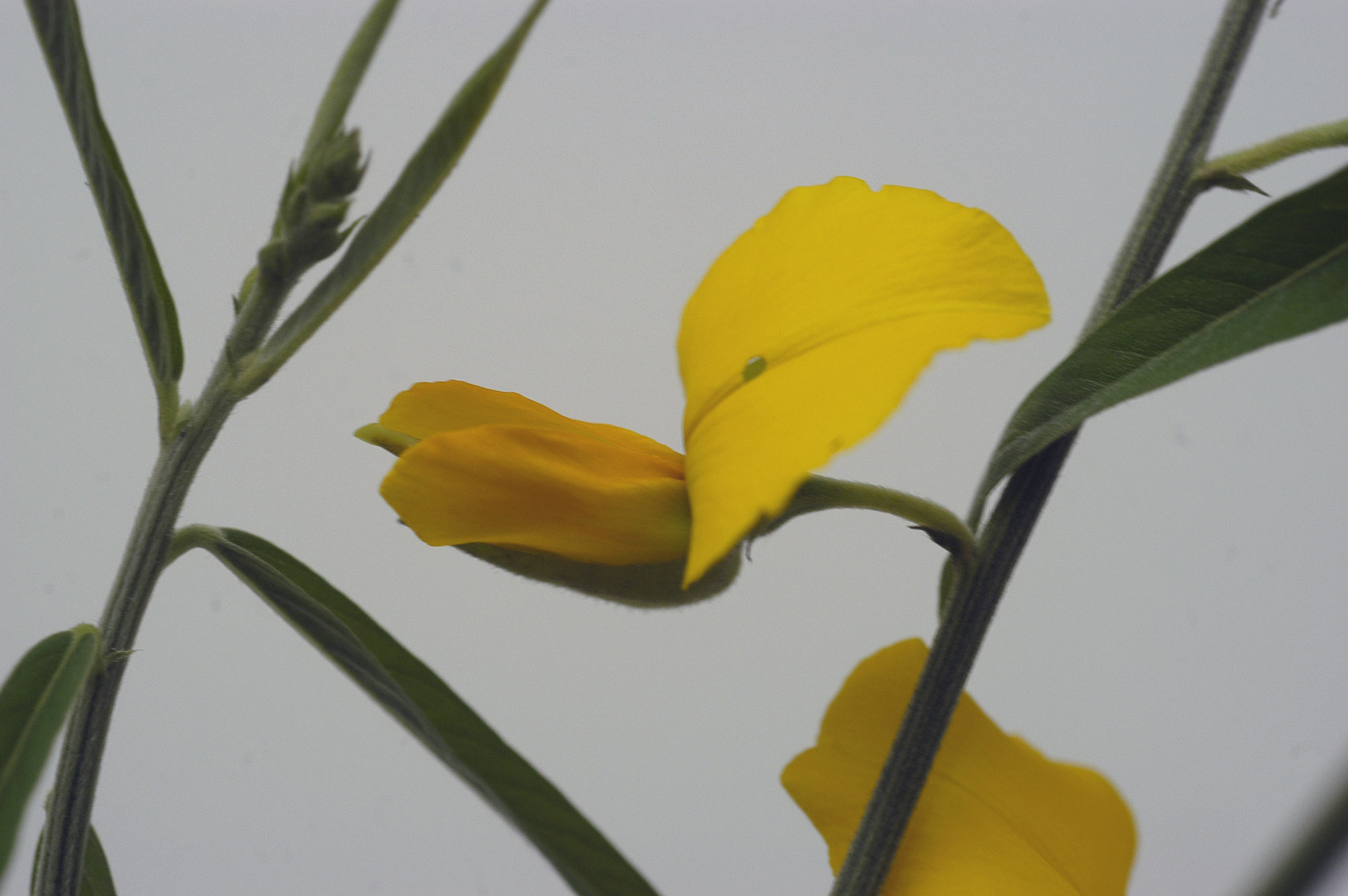
Crotalaria lanceolata (?)
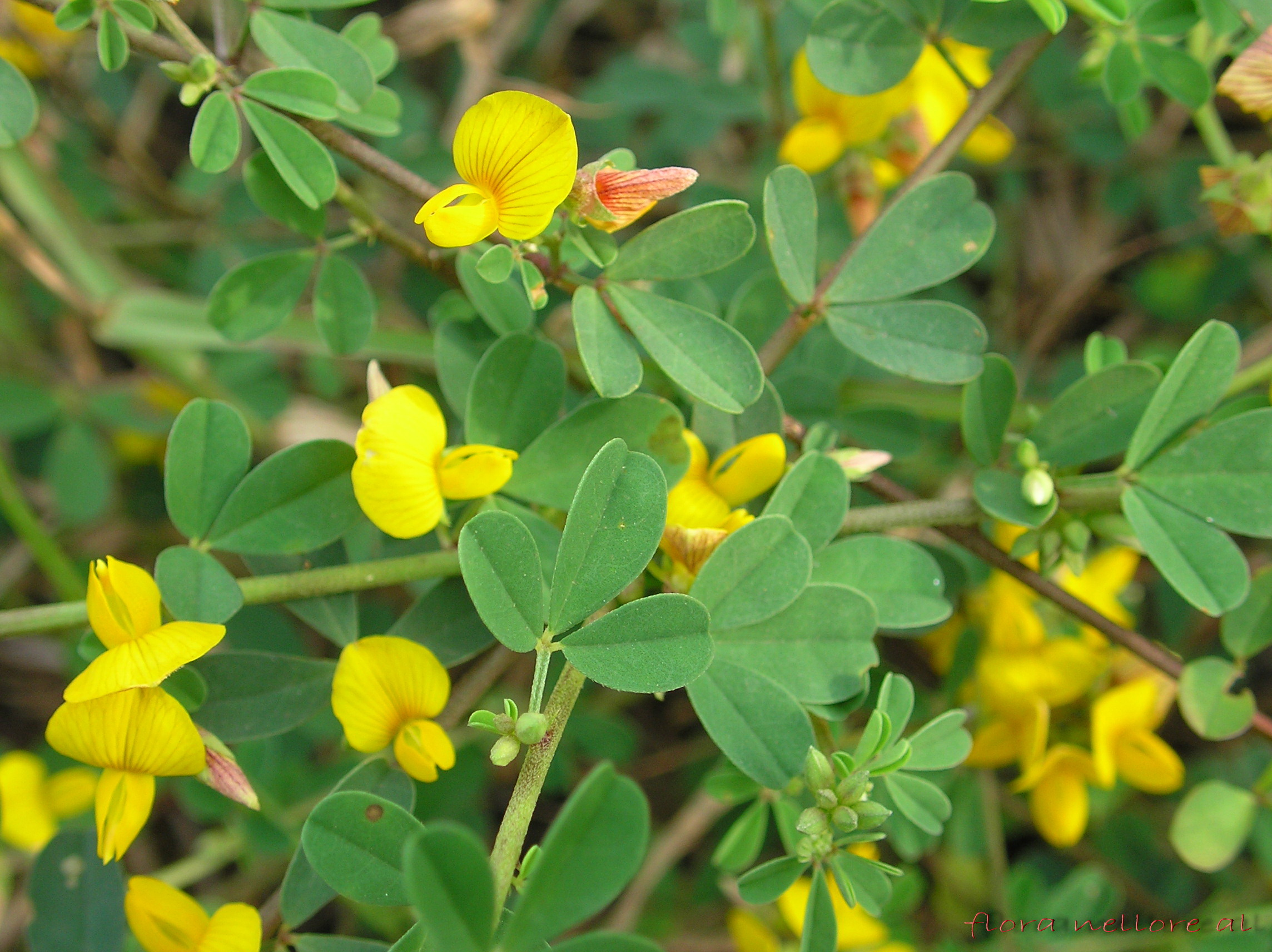
Crotalaria medicaginea
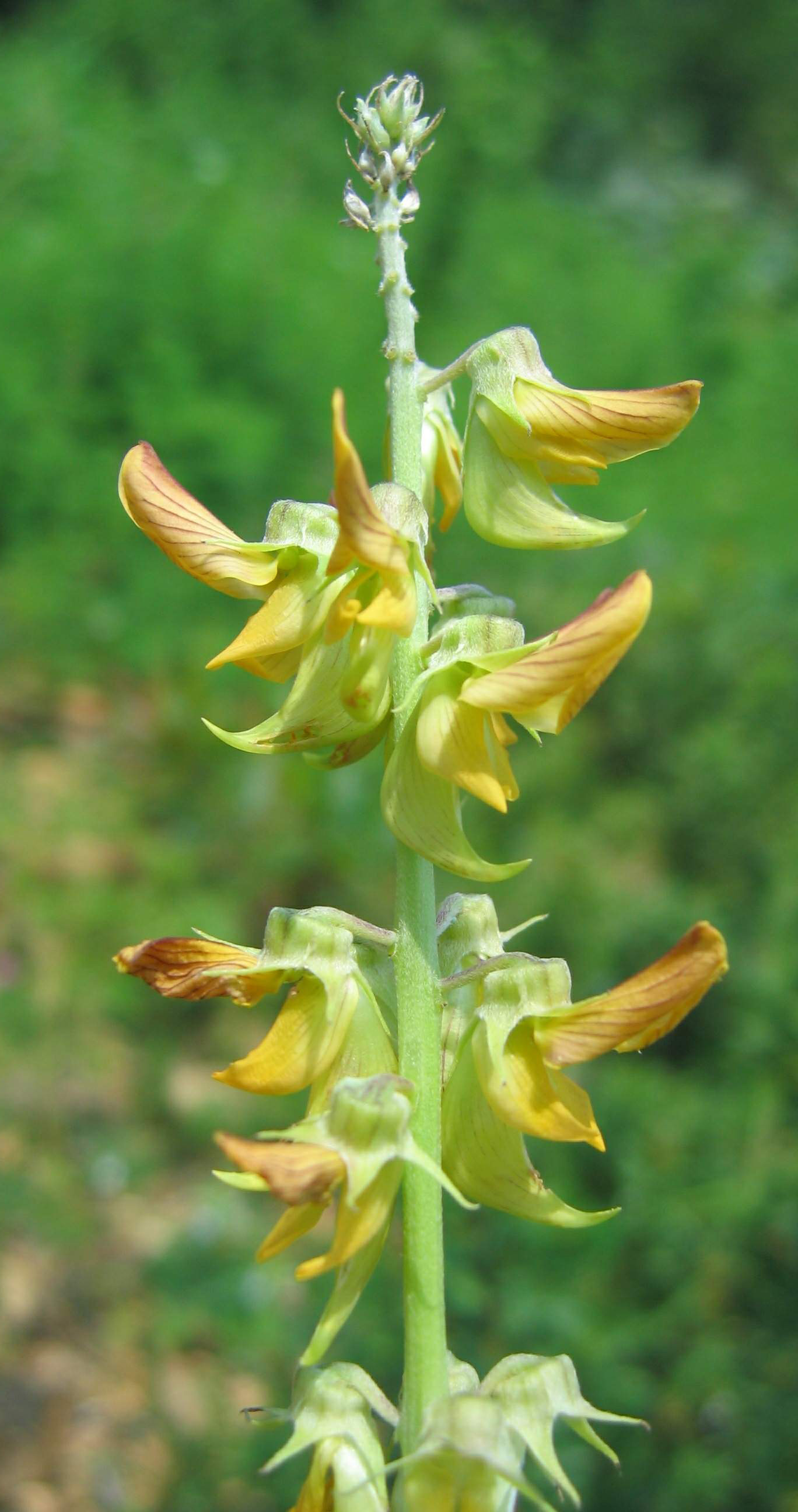
Crotalaria mucronata
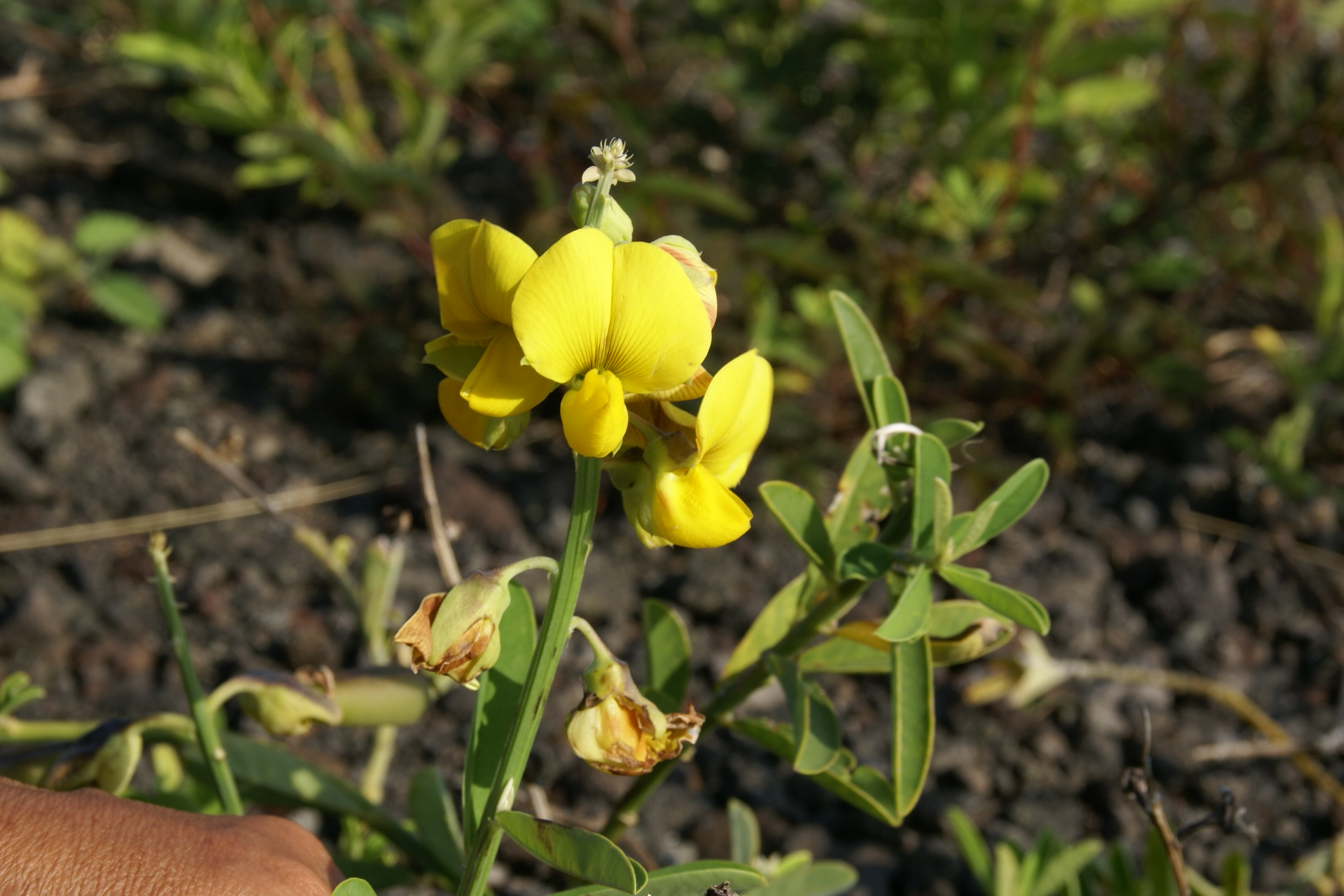
Crotalaria retusa
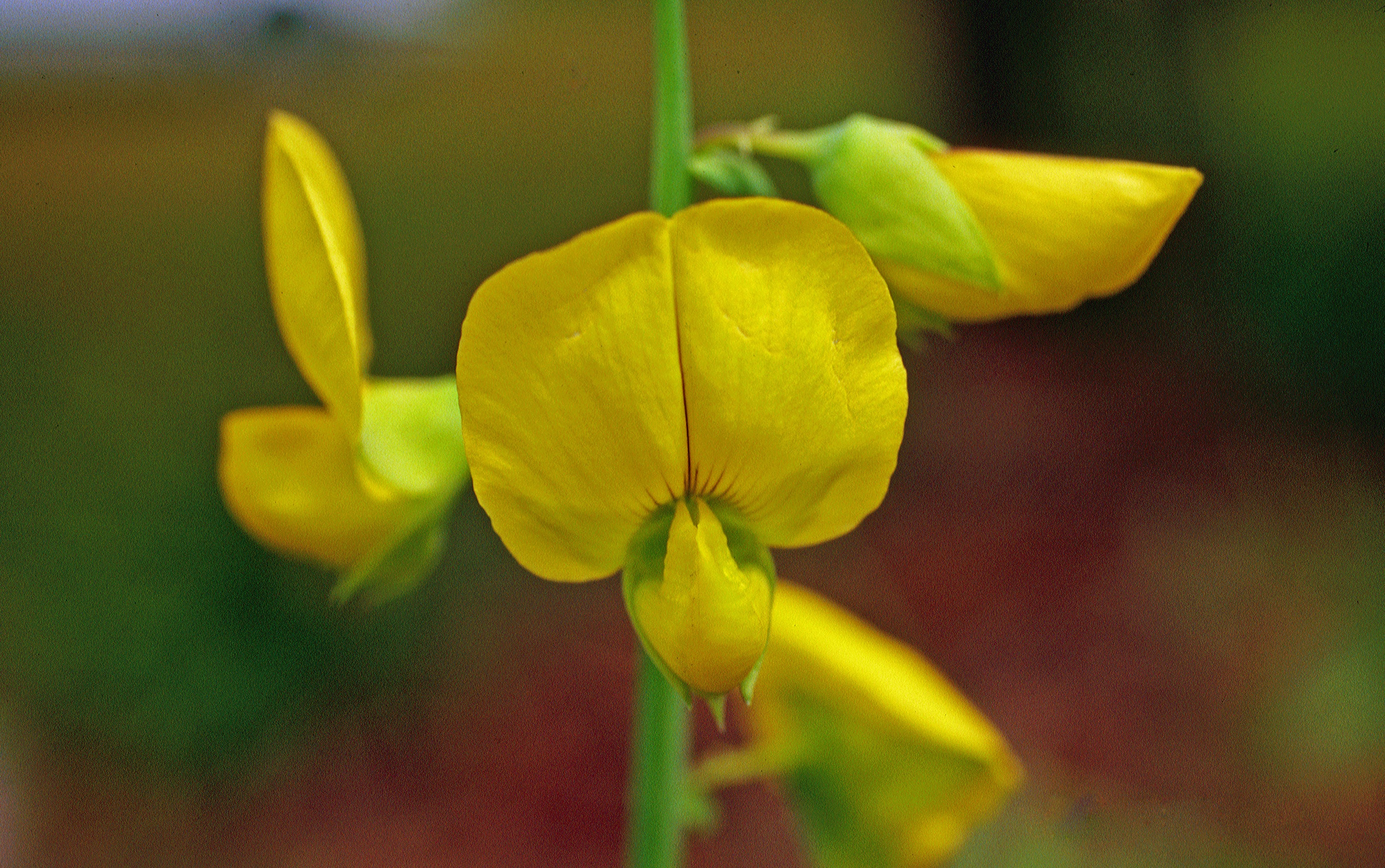
Crotalaria spectabilis
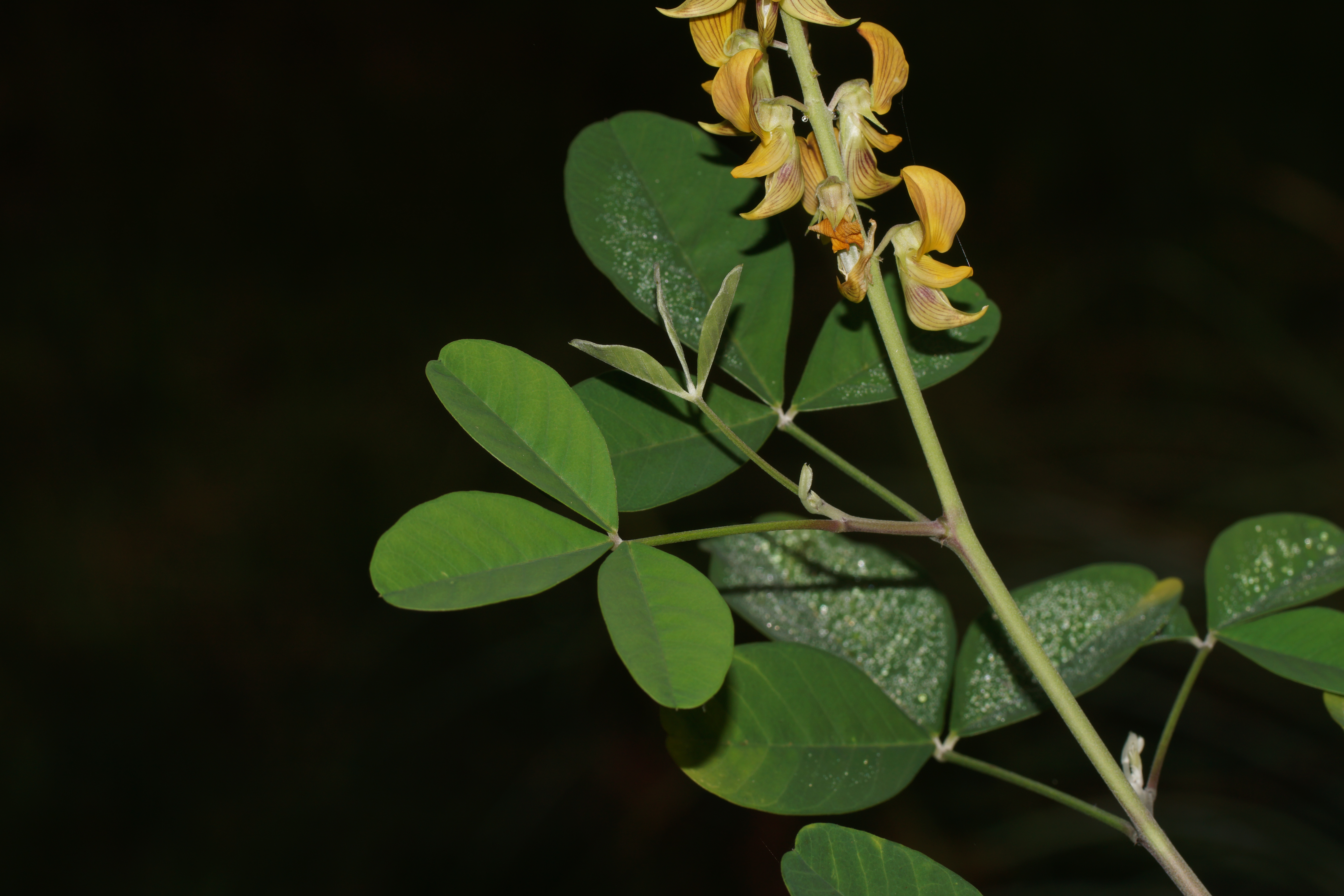
Crotalaria striata